# Saint-Sauvant (Charente-Maritime)
Saint-Sauvant é uma comuna francesa na região administrativa da Nova Aquitânia, no departamento de Charente-Maritime. Estende-se por uma área de 7,05 km². Em 2010 a comuna tinha 495 habitantes (densidade: 70,2 hab./km²).